# Alcoi
Alcoi (valencianska och officiellt) eller Alcoy (spanska) är en ort och kommun i provinsen Alicante i östra Spanien, belägen cirka 50 kilometer norr om staden Alicante. Folkmängden uppgår till cirka 60 000 invånare.
Alcoi ligger i en dalgång uppe i bergen mellan två bergskedjor. I denna dal har det en gång runnit flera floder som numera är uttorkade. Alcoi kallas även "Broarnas stad" (La Ciutat dels Ponts/La Ciudad de los Puentes) på grund av sina åtta broar.
Orten är centrum i ett produktivt vin- och olivdistrikt. Det är även ett kulturcentrum för området mellan Valencia och Alicante.